# Lauren Hutton
Mary Laurence Hutton, detta Lauren (Charleston, 17 novembre 1943), è un'attrice ed ex supermodella statunitense.

## Biografia
Nata a Charleston, Carolina del Sud, da Lawrence Bryan Hutton e Minnie Behrens, consegue il diploma presso la Chamberlain High School di Tampa, Florida, nel 1961, il suo vero nome all'anagrafe è Mary Laurence Hutton e in seguito frequenta la University of South Florida. Da giovanissima si trasferisce a New York, dove lavora come cameriera per un club di Playboy. In seguito si sposta a New Orleans, dove si laurea in lettere nel 1964, per poi tornare a New York ed iniziare la sua carriera nella moda con una collaborazione per Christian Dior. Dopo aver calcato a lungo le passerelle ed essere comparsa sulle copertine delle riviste più importanti del settore (Vogue, Elle, Cosmopolitan, Harper's Bazaar e altre), nonostante l'altezza non svettante e un sorriso difettato a causa dello spazio tra gli incisivi (diastema), diventa l'icona di una bellezza acqua e sapone e familiare, al punto di essere considerata una supermodella.
La Hutton detiene il record per il maggior numero di presenze, ben 25, sulla copertina di Vogue, celebre rivista di moda, e ha ottenuto innumerevoli contratti come testimonial. È la prima modella a firmare un contratto a sei cifre, quello con Revlon, brand di cosmetici, nel 1973, guadagnando 400.000 dollari a poco meno di 30 anni. Da qui passa al grande schermo: Lauren Hutton debutta al cinema nel 1968 con il film Paper Lion a cui segue The Gambler del 1974, in cui recita al fianco di James Caan. Tre anni prima aveva recitato con Marcello Mastroianni nel film Permette? Rocco Papaleo di Ettore Scola. Nel 1975 posa per la copertina della rivista People con il titolo She's got it all, riaffermandosi per le sue scelte personali come un'attualissima icona della moda, anche ai giorni nostri, casual ma con stile. In diverse interviste ha affermato di aver intrapreso la strada della modella solo per motivi economici.
Pur avendo collezionato relativamente poche apparizioni significative in film importanti, Lauren Hutton è principalmente ricordata per le sue partecipazioni ai film American Gigolò nel 1980, che la vede nel ruolo dell'adultera, al fianco di Richard Gere, e in Se ti mordo... sei mio del 1985. Negli anni duemila ha lavorato principalmente in serie televisive come Nip/Tuck, avviando al contempo la produzione di una propria linea di cosmetici, venduti prevalentemente attraverso internet. Nel film American Gigolò, in una scena cult, la Hutton sfoggia una pochette Bottega Veneta intrecciata, diventandone inconsapevolmente testimonial. In occasione del cinquantesimo anniversario della maison sfila come testimonial ufficiale rendendo il modello creato in suo onore un cult della moda.

## Filmografia

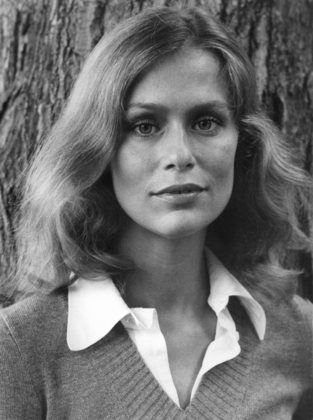
Lauren Hutton nel 1974 sul set di 40.000 dollari per non morire

### Cinema
- Paper Lion, regia di Alex March (1968)
- Noi due (Pieces of Dreams), regia di Daniel Haller (1970)
- Lo spavaldo (Little Fauss and Big Halsy), regia di Sidney J. Furie (1970)
- Permette? Rocco Papaleo, regia di Ettore Scola (1971)
- 40.000 dollari per non morire (The Gambler), regia di Karel Reisz (1974)
- Gator, regia di Burt Reynolds (1976)
- Welcome to L.A., regia di Alan Rudolph (1976)
- Le strabilianti avventure di Superasso (Viva Knievel!), regia di Gordon Douglas (1977)
- The Chant of Jimmie Blacksmith, regia di Fred Schepisi (1978)
- Un matrimonio (A Wedding), regia di Robert Altman (1978)
- American Gigolò, regia di Paul Schrader (1980)
- Zorro mezzo e mezzo (Zorro: The Gay Blade), regia di Peter Medak (1981)
- Paternity, regia di David Steinberg (1981)
- Che cavolo combini papà?! (Tout feu, tout flamme), regia di Jean-Paul Rappeneau (1981)
- Ecate (Hécate), regia di Daniel Schmid (1982)
- Lassiter lo scassinatore (Lassiter), regia di Roger Young (1984)
- Se ti mordo... sei mio (Once Bitten), regia di Howard Storm (1985)
- Flagrant desidere, regia di Claude Faraldo (1986)
- Malone - Un killer all'inferno (Malone), regia di Harley Cokliss (1987)
- Marathon (Run for Your Life), regia di Terence Young (1988)
- Forbidden Sun, regia di Zelda Barron (1989)
- Paura (Fear), regia di Rockne S. O'Bannon (1990)
- Missing Pieces, regia di Leonard Stern (1991)
- Miliardi, regia di Carlo Vanzina (1991)
- Verdetto colpevole (Guilty as Charged), regia di Sam Irvin (1991)
- Ma dov'è andata la mia bambina? (My Father the Hero), regia di Steve Miner (1994)
- Die Story von Monty Spinnerratz, regia di Michael F. Huse (1997)
- Studio 54 (54), regia di Mark Christopher (1998)
- Solo una questione di sesso (Just a Little Harmless Sex), regia di Rick Rosenthal (1998)
- Loser Love, regia di Jean-Marc Vallée (1999)
- The Joneses, regia di Derrick Borte (2009)
- Walking Stories, regia di Luca Guadagnino (2013) - corto
- Come ti divento bella! (I Feel Pretty), regia di Abby Kohn e Marc Silverstein (2018)

### Televisione
- A Time for Love, regia di George Schaefer e Stirling Silliphant - film TV (1973)
- Operazione Tortugas (The Rhinemann Exchange), regia di Burt Kennedy - miniserie TV (1977)
- Pericolo in agguato (Someone's Watching Me!), regia di John Carpenter - film TV (1978)
- Una trappola astuta (Institute for Revenge), regia di Ken Annakin - film TV (1979)
- Marathon, regia di Jackie Cooper - film TV (1980)
- Steve Martin's Best Show Ever, regia di Dave Wilson e Eric Idle - film TV (1981)
- Starflight One (The Plane That Couldn't Land), regia di Jerry Jameson - film TV (1983)
- Strani decessi alla West Lane Clinic (The Cradle Will Fall), regia di John Llewellyn Moxey - film TV (1983)
- Il profumo del successo (Paper Dolls) - serie TV, 5 episodi (1984)
- Scandal Sheet, regia di David Lowell Rich - film TV (1985)
- Nel regno delle fiabe (Shelley Duvall's Faerie Tale Theatre) - serie TV, episodio 4x02 (1984)
- Peccati (Sins), regia di Douglas Hickox - miniserie TV (1986)
- The Return of Mickey Spillane's Mike Hammer, regia di Ray Danton - film TV (1986)
- Monte Carlo, regia di Anthony Page - miniserie TV (1986)
- I cacciatori del tempo (Timestalkers), regia di Michael Schultz - film TV (1987)
- Falcon Crest - serie TV, 4 episodi (1987)
- In due sulla bilancia (Perfect People), regia di Bruce Seth Green - film TV (1988)
- Sangue blu (Blaues Blut) - serie TV, 2 episodi (1990)
- I viaggiatori delle tenebre (The Hitchhiker) - serie TV, 1 episodio (1990)
- Central Park West - serie TV, 21 episodi (1995-1996)
- La stanza dei giurati (We the Jury), regia di Sturla Gunnarsson - film TV (1996)
- L'altra faccia del killer (Caracara), regia di Graeme Clifford - film TV (1999)
- Manchild, regia di Stephen Gyllenhaal - film TV (2007)
- Nip/Tuck - serie TV, 2 episodi (2007)

## Doppiatrici italiane
Nelle versioni in italiano dei suoi film, Lauren Hutton è stata doppiata da:
- Simona Izzo in American Gigolò, Se ti mordo... sei mio, I cacciatori del tempo
- Maria Pia Di Meo in Miliardi, Peccati, Monte Carlo
- Ada Maria Serra Zanetti in Lassiter lo scassinatore, Pericolo in agguato
- Lorenza Biella in Lo spavaldo
- Noemi Gifuni in 40.000 dollari per non morire
- Angiola Baggi in Le strabilianti avventure di Superasso
- Rossella Izzo in Marathon
- Anna Cesareni in Paura
- Cinzia De Carolis in Come ti divento bella!
- Valeria Perilli in Starflight One
- Elettra Bisetti in Sangue blu
- Aurora Cancian in Nip/Tuck
- Paola Della Pasqua in 40.000 dollari per non morire (ridoppiaggio)